# دروازه‌بان سال سری آ
دروازه‌بان سال سری آ (به ایتالیایی: Migliore portiere) جایزهٔ سالانهٔ سازمان یافته توسط انجمن فوتبال ایتالیا (AIC) به دروازه‌بان فوتبالی که بهترین عملکرد را نسبت به فصل گذشته داشته باشد٬ اهدا می‌شود.

## برندگان
| سال  | بازیکن          | باشگاه      |
| ---- | --------------- | ----------- |
| ۱۹۹۷ | آنجلو پروتزی    | یوونتوس     |
| ۱۹۹۸ | آنجلو پروتزی    | یوونتوس     |
| ۱۹۹۹ | جانلوئیجی بوفون | پارما       |
| ۲۰۰۰ | فرانچسکو تولدو  | فیورنتینا   |
| ۲۰۰۱ | جانلوئیجی بوفون | پارما       |
| ۲۰۰۲ | جانلوئیجی بوفون | یوونتوس     |
| ۲۰۰۳ | جانلوئیجی بوفون | یوونتوس     |
| ۲۰۰۴ | دیدا            | آ.ث. میلان  |
| ۲۰۰۵ | جانلوئیجی بوفون | یوونتوس     |
| ۲۰۰۶ | جانلوئیجی بوفون | یوونتوس     |
| ۲۰۰۷ | آنجلو پروتزی    | لاتزیو      |
| ۲۰۰۸ | جانلوئیجی بوفون | یوونتوس     |
| ۲۰۰۹ | ژولیو سزار      | اینتر میلان |
| ۲۰۱۰ | ژولیو سزار      | اینتر میلان |
| ۲۰۱۱ | سمیر هاندانوویچ | اودینزه     |
| ۲۰۱۲ | جانلوئیجی بوفون | یوونتوس     |
| ۲۰۱۳ | سمیر هاندانوویچ | اینتر میلان |
| ۲۰۱۴ | جانلوئیجی بوفون | یوونتوس     |
| ۲۰۱۵ | جانلوئیجی بوفون | یوونتوس     |
| ۲۰۱۶ | جانلوئیجی بوفون | یوونتوس     |
| ۲۰۱۷ | جانلوئیجی بوفون | یوونتوس     |

### باشگاهی
| باشگاهی     | بازیکنان | مجموع |
| ----------- | -------- | ----- |
| یوونتوس     | ۲        | ۱۲    |
| اینتر میلان | ۲        | ۳     |
| پارما       | ۱        | ۲     |
| فیورنتینا   | ۱        | ۱     |
| لاتزیو      | ۱        | ۱     |
| آ.ث. میلان  | ۱        | ۱     |
| اودینزه     | ۱        | ۱     |

### کشوری
| کشوری   | بازیکنان | مجموع |
| ------- | -------- | ----- |
| ایتالیا | ۳        | ۱۶    |
| برزیل   | ۲        | ۳     |
| اسلوونی | ۱        | ۲     |

### برندگان چندگانه
| بازیکن          | مجموع |
| --------------- | ----- |
| جانلوئیجی بوفون | ۱۲    |
| آنجلو پروتزی    | ۳     |
| ژولیو سزار      | ۲     |
| سمیر هاندانوویچ | ۲     |